# Vírus da asa deformada
O vírus da asa deformada ( DWV ) é um vírus de RNA, um dos 22 vírus conhecidos que afetam as abelhas. Embora infete mais comumente a abelha, Apis mellifera, também foi documentado em outras espécies de abelhas, como Bombus terrestris, indicando assim que pode ter um numero de hospedeiro mais amplo. O vírus foi isolado pela primeira vez numa amostra de abelhas sintomáticas do Japão no início da década de 1980 e atualmente está distribuído em todo o mundo. Seu principal vetor para a infeção das abelhas é o ácaro Varroa . Seu nome vem da deformidade que geralmente induz no desenvolvimento da pupa da abelha, que é o encolhimento e deformações nas asas, mas outras deformidades de desenvolvimento estão frequentemente presentes.

## Virologia
O vírus se concentra na cabeça e no abdómen das abelhas adultas infetadas, e um pouco no tórax. O genoma é detetável pela reação em cadeia da polimerase-transcriptase reversa na cabeça, tórax, abdómen e asas de abelhas infetadas. Somente as pernas estão livres do vírus.

## Sintomas

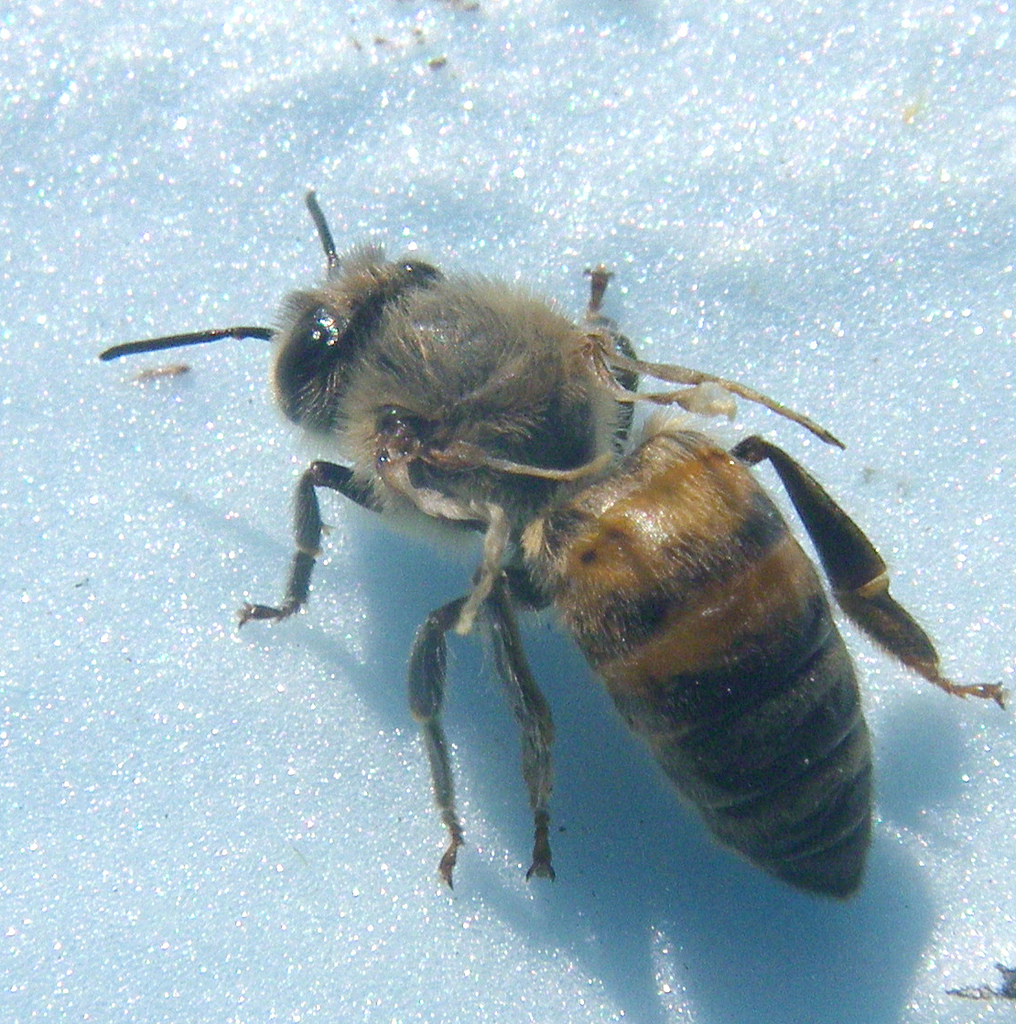
Abelha com asas deformadas

O vírus da asa deformada (DWV) é suspeito de causar deformidades nas asas e abdominais frequentemente encontradas em abelhas adultas em colónias infestadas com ácaros Varroa. Esses sintomas incluem apêndices danificados, particularmente asas curtas e inúteis, abdómen encurtado e arredondado, descoloração da abelha e paralisia das pernas e asas. Abelhas sintomáticas têm uma vida útil severamente reduzida (geralmente menos de 48 horas) e em regra são expulsas da colmeia. Os sintomas estão fortemente correlacionados com níveis elevados de DWV, e com níveis reduzidos de abelhas assintomáticas das mesmas colónias. Na ausência de ácaros, acredita-se que o vírus persista nas populações de abelhas como uma infeção secreta, transmitida oralmente entre adultos (abelhas-amas), já que o vírus pode ser detetado nas secreções hipofaríngeas (geleia real) e no alimento da ninhada, e também verticalmente através dos ovários da rainha e através do esperma do zangão. O vírus poderá se replicar no ácaro, mas isso não é certo.

## Transmissão peloVarroa destructor
Os sintomas graves das infecções por DWV parecem estar associados à infestação da colmeia pelo Varroa destructor e estudos demonstraram que o Varroa destructor abriga níveis maiores do vírus do que os encontrados mesmo em abelhas gravemente infetadas. Assim V. destructor pode não ser apenas um vetor concentrador do vírus, mas também pode atuar como uma incubadora replicadora, ampliando e aumentando seus efeitos nas abelhas e na colmeia. Foi demonstrado que o ácaro Varroa causa um aumento na frequência do vírus da asa deformada de 10% para 100%. É o maior fator na dizimação de colónias de abelhas em todo o mundo. A estirpe DWV-B deste vírus demonstrou ser particularmente virulenta e responsável pela mortalidade das colónias durante o inverno. Em regiões temperadas, as abelhas obreiras adultas permanecem na colmeia ao redor da rainha até a primavera seguinte. Durante esse período relativamente longo de vários meses, a carga viral pode aumentar até um nível letal. Se muitas operárias morrerem de infeção por DWV durante o inverno, a colónia não conseguirá estabilizar a temperatura da colmeia e toda a colónia poderá entrar em colapso.
A combinação de ácaros e DWV pode causar imunossupressão nas abelhas e aumento da suscetibilidade a outros patógenos oportunistas e tem sido considerada um fator significativo no colapso das colónias de abelhas.
O vírus também pode ser transmitido da rainha para o ovo e em alimento regurgitado, mas na ausência de V. destructor isso normalmente não resulta num grande número de abelhas doentes.

## Vírus Kakugo
Outro vírus, o vírus Kakugo, tem uma sequência de RNA que é 98% semelhante ao DWV. É considerado um subtipo da espécie DWV.